# Janina Lech
Janina Lech, ps. Janina, Cytra, Lena, Eni (ur. 22 października 1919 roku w Łodzi, zm. prawdopodobnie 13 listopada 1942 w Dreźnie) – współorganizatorka Kujawskiego Związku Polityczno-Literackiego i Kujawskiego Stowarzyszenia Społeczno-Literackiego, członkini Szarych Szeregów i Związku Walki Zbrojnej we Włocławku.

## Życiorys
Była najstarszą z sześciorga dzieci Jana i Marii z d. Lewandowskiej. Ojciec, z zawodu kowal, początkowo pracował w Fabryce Superfosfatów dr. R. Maya, a po jej upadku (1930) prowadził niewielki warsztat prywatny; matka była krawcową. Lechowie przed II wojną światową i w czasie okupacji mieszkali we Włocławku przy ul. Ceglanej 1.

### Edukacja
Ukończyła szkołę powszechną nr 6, a w 1937 8-klasowe Gimnazjum Żeńskie sióstr urszulanek. Koszty nauki opłaciła z pieniędzy zarobionych na udzielaniu korepetycji. Uważano ją za doskonałą organizatorkę, osobę sumienną i opanowaną, towarzyską, łatwo nawiązującą kontakty. Pisała utwory poetyckie i grała w amatorskich przedstawieniach teatralnych. Wcieliła się m.in. w rolę Janki w sztuce Adriana Turczynowicza „Na progu”. Zagrała tytułową rolę w sztuce „Wanda co nie chciała Niemca” w reżyserii Turczynowicza. Występ został przyjęty z wielkimi owacjami.
Na otwarciu mostu stalowego przez Wisłę, łączącego centrum z prawobrzeżną częścią miasta (25 września1937), Janina Lech – w imieniu włocławskiej młodzieży – witała Edwarda Rydza- Śmigłego, a nuncjusza Stolicy Apostolskiej Filippo Cortesi w języku włoskim.    

### Praca zawodowa
Pracę zawodową podjęła 1 kwietnia 1937 w magazynie obuwia A. Kaczorowskiego we Włocławku przy ul. 3 Maja 9. Początkowo była ekspedientką, a następnie prowadziła księgowość i korespondencję. Dała się poznać jako osoba sumienna i fachowa. Pracę zakończyła 15 listopada 1939 r., kiedy firma została przejęta przez okupacyjne władze niemieckie.  

### Działalność w harcerstwie
W okresie międzywojennym należała do harcerstwa. Organizowała spotkania harcerzy, zloty, biwaki harcerskie. Jej aktywności i talent organizacyjny zostały docenione przez przełożonych – szybko awansowała. Została drużynową i instruktorką Chorągwi Pomorskiej z siedzibą w Toruniu. 27 sierpnia 1939, wraz z siostrą Marią Magdaleną i bratem Benedyktem, rozpoczęła działalność w Harcerskim Pogotowiu Wojennym, którego komendantem był Teofil Woźnicki. Po wybuchu wojny, pod dowództwem Marii Woźnickiej, komendantki Pogotowia Harcerek, jako samarytanka pełniła służbę sanitarną głównie w szpitalach polowych i punktach pomocy dla ludności cywilnej.
W czasie okupacji hitlerowskiej włączyła się w nurt podziemnego harcerstwa. Organizowała wsparcie i pomoc dla rodzin osób, które zostały aresztowane przez gestapo. Pomagając siostrom zakonnym ze Zgromadzenia Sióstr Wspólnej Pracy od Niepokalanej Maryi w prowadzeniu pensjonatu dla urzędników niemieckich, uzyskiwała wsparcie materialne, które przekazywała poszkodowanym przez wojnę. Była harcerką w 1. Drużynie Konspiracyjnych Harcerek, współtworzącej Szare Szeregi.
Działalność w Szarych Szeregach wpłynęła na jej zaangażowanie w działalność Związku Walki Zbrojnej, późniejszej Armii Krajowej.

### Działalność w innych organizacjach
Była spiritus movens Kujawskiego Związku Polityczno-Literackiego powstałego najprawdopodobniej w końcu 1939 jako forma oporu wobec hitlerowskiego okupanta Udział w tajnych spotkaniach był możliwy dzięki bratu Benedyktowi, który wyrobił jej w drukarni fałszywy dowód pracy i nocną przepustkę. Dzięki przedwojennej działalności w harcerstwie miała wiele znajomości i kontaktów. Została sekretarką Rady Kasy, a głównym jej zadaniem było pozyskiwanie funduszy dla organizacji przeznaczonych na zakup papieru lub wsparcie niepracujących jej członków. Przez krótki czas kierowała Radą Wydawniczą, której głównym zadaniem były sprawy poligrafii. Rodzina Lechów dysponowała radiem ukrytym w specjalnej skrzynce. Janina Lech drukowała w konspiracyjnej prasie swoje wiersze o wydźwięku patriotycznym. Zainicjowała pomoc dla rodzin, których najbliżsi byli aresztowani bądź zostali zamordowani. Z tej pomocy korzystali Polacy i jeńcy angielscy przetrzymywani we Włocławku na Słodowie.    
W wyniku konfliktu pomiędzy członkami KZPL odeszła z organizacji. W lipcu 1940 powstało Kujawskie Stowarzyszenie Społeczno-Literackie, którego Janina Lech była jedną z głównych założycieli. Publikacje wydawane przez KSSL docierały również na teren Niemiec, były podrzucane do plecaków niemieckich żołnierzy, dlatego władze Trzeciej Rzeszy postanowiły wytropić konspiracyjną kujawską organizację.     

### Aresztowanie i pobyt w więzieniach
Janina Lech została aresztowana 2 lutego 1941 o godz. 20.20 w domu rodzinnym. Została wyprowadzona z domu, pod eskortą uzbrojonych żołnierzy, wraz z bratem Benedyktem. W nakazie aresztowania zarzucano jej, że od marca do początku września 1940 r. działała na szkodę państwa III Rzeszy.
Była przetrzymywana i przesłuchiwana na Komendzie Policji we Włocławku. Bito i torturowaną ja również w siedzibie gestapo przy ul. Kościuszki we Włocławku. Gestapo wiedziało, że Janina obok Eugeniusza Kłosowskiego i Stanisława Mazurka była znacząca osobą w KSSL. Próbowała wziąć na siebie całą odpowiedzialność, by chronić inne aresztowane osoby. Została przewieziona do obozu w Inowrocławiu, a w połowie września 1941 do więzienia sądowego w Zwickau w Saksonii. Tam pogorszył się jej stan psychiczny. Stwierdzono u niej lekka psychozę więzienną, podejrzewano schizofrenię. Nie przeniesiono jej do szpitala psychiatrycznego. W więzieniu Janina zachorowała na jaglicę.

### Proces i wykonanie wyroku
Po 10 miesiącach w więzieniach 8 grudnia 1941 postawiono jej akt oskarżenia. 13 października 1942 ootrzymała najwyższy wymiar kary – śmierć przez zgilotynowanie. Hitlerowski sąd uznał ją za niebezpieczną dla III Rzeszy. Została zamordowana 24 listopada 1942 na dziedzińcu więzienia w Dreźnie. Świadkiem jej ostatniej drogi był z okna więziennej celi brat Benedykt. Oprawcy zdziwieni jej postawą nadali jej przydomek „świętej Polki” i „świętej siostry”. Nie wiadomo, co stało się z jej ciałem.

## Odznaczenia
Pośmiertnie 1 sierpnia 1944 została mianowana w przez Komendę Główną Szarych Szeregów podharcmistrzynią oraz w 1978 odznaczona Krzyżem Armii Krajowej.

## Upamiętnienie
W 2018 ulicy we Włocławku nadano jej imię.